# Деветосептемврийски преврат
Деветосептемврийският преврат е насилствено завземане на централната и местната власт в Царство България, организирано от опозиционната политическа коалиция Отечествен фронт и извършено през нощта на 8 срещу 9 септември 1944 година.
Превратът е осъществен три дена след обявяването на Съветско-българската война и при положение на частична окупация на територията на страната от Червената армия. Той е организиран набързо и е проведен от малка група младши офицери (общо в акцията участват около 450 души, в голямото си мнозинство войници, действащи по заповед) и включва завземането на няколко сгради в много ограничен периметър в самия център на София.
В резултат на преврата е свалено създаденото дни по-рано правителство на Константин Муравиев и на власт идва правителство на Отечествения фронт (ОФ), начело с Кимон Георгиев. ОФ завзема властта в България с помощта на поддържащи го формирования на Българската армия, както и с подкрепа на партизаните от прокомунистическата Народоосвободителна въстаническа армия (НОВА). Страната сключва примирие със Съюзниците и променя геополитическата си ориентация, като започва участие на тяхна страна във Втората световна война. След това важно събитие България попада в съветската сфера на влияние и настъпва мащабна политическа, икономическа и социална промяна в обществото.

## Наименование
В официалната историография по време на НРБ събитието е наричано по различни начини, които отразяват нюанси в оценката му в контекста на марксистката идеология. Още на пленум на ЦК на БКП от януари 1948 година то се оценява по различни начини – като въстание, буржоазнодемократична революция или социалистическа революция. На пленума надделява мнението, формулирано от диктатора Георги Димитров: „Девети септември е всенародно въстание с дълбоко революционен характер… Не е буржоазно-демократическа революция, защото у нас няма феодални остатъци. Не е и народна революция, защото това значи буржоазна революция. Сега вървим по социалистически път, а не на 9 септември.“
По-късно комунистическата литература нарича преврата „народно въстание“ въз основа на широкото участие в демонстрации, стачки и насилствени действия, както и „социалистическа революция“ – като повратна точка в политиката и начало на радикални реформи в страната към социализъм. Според някои понятието „народно въстание“ се ползва до 1971 г., а е наричано „социалистическа революция“ до началото на декомунизацията от 1989 г.
След 10 ноември 1989 г., в България събитието е определяно предимно като „държавен преврат“ – ограничено по обхват само до завземането на централната (държавната) власт, въпреки че поставя началото на поредица радикални промени, довели до установяването на дълготраен тоталитарен режим в страната.

## Предистория
През пролетта на 1944 година Съветският съюз отправя ултимативно искане към България за откриване на негови консулства в Русе и Бургас, с което предизвиква правителствена криза. Съставянето на ново правителство е възложено на Иван Багрянов, който има репутацията на необвързан с Германия политик. Той планира възстановяване на конституцията и скъсване на съюза с Германия, като получава подкрепата на Българската работническа партия (БРП) и съветския посланик Александър Лавришчев, а в първоначалния състав на правителството влиза комунистът Дончо Костов. Дни по-късно обаче по нареждане от Георги Димитров комунистите се дистанцират от кабинета и подновяват партизанската война.
На 8 август 1944 г. Стойчо Мошанов е изпратен от министър-председателя с дипломатическа мисия в Турция, където се среща в Анкара с британския посланик, проучвайки възможностите за излизане на България от войната. Българското правителство уведомява и съветското посолство в София за хода на преговорите. Сталин решава да предприеме самостоятелни военни действия и на 23 август маршал Жуков получава „специална задача“ да отлети за Трети украински фронт, за да го подготви за война с България, като се срещне предварително с Георги Димитров. Малко по-късно Георги Димитров предава на Сталин молба от Политбюрото на ЦК на БРП за изпращане на модерно оръжие за готвеното „въоръжено въстание“ и на 26 август съветски самолети в продължение на три нощи спускат край Добро поле и Църна трава неколкостотин парашутисти, въоръжени с автомати, картечници, бомби и боеприпаси.
След първите съветски успехи във Втората яшко-кишиневска операция и държавния преврат на крал Михай I, след който Румъния обявява война на Германия, ръководството на режима в България, начело с Богдан Филов, предприема мерки за по-бързо разграничаване на страната от Германия. На 26 август, под заплахата от настъпващата Червена армия, правителството на Иван Багрянов обявява неутралитет на България във войната. То се разпорежда германските войски да напуснат страната, а отказващите да бъдат разоръжени. На същия ден, 26 август, ЦК на БРП издава Окръжно № 4, с което призовава за „всенародна борба и въстаническо движение“, без да конкретизира начините за това. Същевременно ръководни дейци на Отечествения фронт се срещат с регентите, опитвайки се да ги убедят да съставят доминирано от ОФ правителство.
От друга страна, тъй като България не е във война с СССР, правителството започва в Египет тайни сепаративни преговори за мир с Великобритания и САЩ, с които страната е в състояние на война. Така правителството се надява да издейства навлизане на британските войски, които подготвят десант в Гърция и в България. Тези опити срещат съпротивата на Съветския съюз, която довежда до застой в преговорите и на 2 септември Багрянов се оттегля, за да бъде съставено ново правителство като последен опит за предотвратяване на настъплението на Червената армия срещу България.
На 2 септември е образувано ново правителство от коалиция на основните опозиционни и антигермански партии, начело с Константин Муравиев. На Отечествения фронт са предложени 4 места в този кабинет, но той отказва участие, готвейки се активно за военен преврат. Новото правителство продължава опитите за външнополитическа преориентация, като на 4 септември прекратява съюза с Германия, започва разоръжаване на германските войски на територията на страната и освобождава политическите затворници.
На същия ден германски войски пленяват щаба на българския окупационен корпус в Нишка Баня и щабовете на българските дивизии, окупирали Сърбия. На 5 септември правителството на Муравиев обсъжда решение за обявяване война на Германия. Обнародването му обаче е отложено за 72 часа по молба на военния министър генерал Иван Маринов, за да се избегне дезорганизацията на българските войски в Македония, която става факт след Деветосептемврийския преврат. В действителност ген. Маринов вече е съгласувал своите действия с Отечествения фронт, за да се даде възможност на СССР междувременно да обяви война на България.
В тази ситуация водачът на „Ратник“ проф. Асен Кантарджиев се опитва по телефона да убеди командващия Пета армия в Скопие – ген. Кочо Стоянов, да предприеме марш към София и да свали правителството, като направи Александър Цанков премиер. Стоянов напуска Скопие на път за София, за да проучи ситуацията. През този период след консултации в София, Иван Михайлов пристига в Скопие с намерение да провъзгласи създаването на Независима република Македония, но разбирайки, че съдбата ѝ отново е предрешена, се отказва. Междувременно генерал-майор Стоянов е арестуван на 6 септември в София и заговорът се проваля. Същия ден в щаба на Пета българска армия е получена заповед всички окупационни части да се съберат и след това заедно да се изнесат към старите граници. По този начин Пета армия фактически трябва да не позволи на германците да настъпят към старите предели на България. При тези обстоятелства на 5 септември Съветският съюз обявява война на Царство България.
На 7 септември правителството възстановява правата на забранените политически партии в България, разтурва всички организации с фашистка и националсоциалистическа идеология и разформирова жандармерията. На същия ден под натиска на правителството Богдан Филов се оттегля от Регентския съвет, който губи политическото си значение. Отменени са всички ограничения срещу българските евреи. Обявяването от Съветския съюз на война на България принуждава САЩ и Великобритания да прекратят преговорите за примирие. На българската делегация в Кайро е съобщено, че при новото положение на война със СССР преговорите ще се водят с трите съюзнически сили.
На 8 септември сутринта Червената армия с формирования на Трети украински фронт и Черноморския си флот навлиза на територията и акваторията на България през североизточната и морската ѝ граници и окупира градовете Варна, Русе, Силистра, Добрич, Бургас. По нареждане на правителството българските войски не оказват съпротива, а вместо това се обнародва решението му за обявяване война на Германия. Така страната се озовава във война едновременно от една страна с великите сили САЩ, Великобритания, СССР, и от друга страна с Германия.
Съветският съюз не отговаря на предложението на правителството за примирие, поради което военният министър Иван Маринов се среща с представители на Военния съюз и Отечествения фронт – Димо Казасов, Кирил Станчев, Владимир Стойчев, Владимир Кецкаров, Георги Иванов. Той предлага на регентите да съставят правителство на Отечествения фронт, изпращайки на 6 септември при тях в Панчарево Кирил Станчев. Регентите отхвърлят тази възможност, подновявайки предложението си за включване на 3 министри от Отечествения фронт в кабинета на Муравиев. Маринов телефонира на регентите и ги кани при него в Министерството на войната, където ултимативно иска смяната на правителството, но отново получава отказ. Въпреки това контактите на Отечествения фронт с Иван Маринов, целящи мирна смяна на правителството, продължават до 11 часа на 8 септември, когато Добри Терпешев прекъсва разговорите, заради предстоящия преврат.

## Акции на ОФ, предшестващи преврата
На 30 август 1944 година Комунистическата партия организира демонстрация в София, преминала от Съдебната палата до съветското посолство, а след това малка група демонстранти отива до германското посолство и разбива прозорците му с камъни. През следващите дни подобни демонстрации зачестяват. На 6 септември е обявена стачка на трамвайните работници в София, правителството ги подлага на мобилизация, а на следващия ден е разпръсната тяхна демонстрация, при което са убити един демонстрант и стрелялият по него полицай.
На 5 – 7 септември, в настъпилото безвластие след обявената от Съветския съюз война, започват вълнения в различни части на България. Във Варна Отечественият фронт установява контрол над администрацията малко преди пристигането на съветските войски. Властта е предадена на представители на Отечествения фронт и в няколко десетки други селища, но това са изключения и дори в окупираните от Съветския съюз области като цяло правителството запазва контрола си до преврата в София. На 7 септември са нападнати затворите в Силистра и Плевен и затворниците са освободени, а при разпръскването на демонстрация на миньори в Перник са убити 6 души. Същия ден е обявена стачка на работниците в тютюневата промишленост в Пловдив, но предвидената демонстрация е предотвратена от полицията. На 8 септември има стачки в още няколко града, като Габрово и Асеновград, както и на железничари в София, които завземат централата на казионния Български работнически съюз.
Тези акции не дават възможност на Отечествения фронт да установи контрол над страната, както констатира командващият НОВА комунистът Добри Терпешев. В навечерието на преврата комунистическата партия не разполага със съществени ресурси в столицата – около 600 партийни членове, 72 членове на бойни групи, а от 6 септември – с още 20 партизани от Шопския отряд. Поради слабия отзвук на демонстрациите в столицата БРП дори отменя планирания за 8 септември митинг.

## Подготовка

### Политическа подготовка
Подготовката за извършване на военен преврат започва непосредствено след преврата в Румъния. Според някои участници в събитията, като Антон Югов и Димитър Попов, първата насрочена дата е 29 август, но според повечето мемоаристи това е 2 септември. Тази дата е отложена, изглежда за сутринта на 7 септември, заради преминаването през София на Първа пехотна софийска дивизия, прехвърляна от турската граница към Югославия. По това време има идея превратът да започне в Плевен, където началник-щаб на Девета пехотна плевенска дивизия е Кирил Киселички, вуйчо на един от организаторите на преврата Петър Илиев, но той отказва да съдейства. След случайни контакти с офицери от други градове, организацията на военния преврат се ограничава до София. Поради недостатъчната готовност, превратът не е извършен и на 7 септември.
В този момент ръководството на БРП се чувства притиснато да извърши някаква значима акция преди съветската окупация да го постави пред свършен факт. По думите на Добри Терпешев: Ние до този момент не можахме да си свършим сами работата… Как ли се черви [др. Димитров] пред съветските другари, че нашата партия се оказа некадърна да смъкне фашистката власт… Ние изоставахме от събитията.
Окончателното насрочване на преврата става в дома на Кимон Георгиев на 7 септември на заседание на стеснен състав на Националния комитет на Отечествения фронт. В 10 часа на същия ден е проведена среща на активисти на Военния съюз (Крум Лекарски, Кирил Станчев, Владимир Стойчев, Тодор Тошев, Христо Стойков, Стоян Трендафилов и други), ръководена от Дамян Велчев, на която се кооридинират действията на съюза за извършване на преврата. На следващата сутрин Добри Терпешев съобщава за решението пред Политбюро на Работническата партия. На 8 септември за готвения преврат са информирани и партизанските сили на БРП.
Съставът на бъдещето правителство и новите регенти са уточнени на среща между Кимон Георгиев, Добри Терпешев, Никола Петков и Дамян Велчев в дома на Георгиев към 16 часа на 8 септември. Договорено е в кабинета да има по 4 представители на БРП, „Звено“ и БЗНС – „Пладне“, 2 представители на БРСДП и 2 независими. По-съществен спор предизвиква само поста на вътрешен министър, който се опитва да получи Дамян Велчев с подкрепата на Никола Петков, но Терпешев отказва да го отстъпи. Макар министър-председателският пост на Кимон Георгиев да е предварително съгласуван със съветския премиер и партиен лидер Йосиф Сталин, точният състав на кабинета става известен в Москва едва след преврата.
Нощта на преврата комунистическите организатори – Добри Терпешев, Антон Югов, Георги Чанков, Ангел Цанев, Екатерина Аврамова – прекарват в дома на Петър Вранчев на булевард „Евлоги Георгиев“ №31, а в съседния апартамент са Кимон Георгиев, Дамян Велчев, Никола Петков и Трайчо Доброславски. Друга група комунисти, сред които Димитър Ганев, Цола Драгойчева и Благой Иванов, са в дома на Ячо Кабаивански на улица „Ивац войвода“ №10 в същия квартал.

### Организационна подготовка
Непосредствената организация на военния преврат е ръководена от трима членове на Главния щаб на НОВА – Петър Вранчев, Петър Илиев и Тодор Тошев, като Тошев е в постоянна връзка със Стоян Трендафилов. Илиев е единственият действащ офицер сред ръководителите на заговора и в същото време е член на БРП. След всяко заседание на висшия военен съвет на военното министерство в периода от 2 до 7 септември 1944 г. капитан Петър Илиев се явява в Главния щаб на НОВА и го осведомява за взетите решения от най-висшия български военен орган.
С организацията на преврата са ангажирани няколко младши офицери, командващи малки подразделения в района на София. Най-важна роля сред тях изиграва Прожекторната група към противовъздушната отбрана на София, командвана от капитан Димитър Попов и с щаб на Слатинския редут. Другите ангажирани поделения са Пионерно-щурмова дружина от Първи инженерен полк, разположена в Панчарево и командвана от майор Борис Матеев, Камионната дружина в същия полк на поручик Димитър Соколов, Учебната рота на Военното училище на капитан Веселин Вълков, разположената в Говедарци Возима противовъздушна батарея на подпоручик Владимир Ванков и Пионерно-щурмовата дружина на Главното командване, разположена в Мало Бучино и командвана от майор Александър Димов. Важна роля изиграват и капитан Димитър Томов и капитан Георги Стоименов, които са съответно дежурен по министерство и дежурен по генералния щаб в сградата на Министерството на войната.
Според някои историци, ключов елемент в извършването на преврата е привличането на Първа пехотна софийска дивизия, най-голямата войскова част в столицата. С това е натоварен Кирил Станчев, който влиза в контакти с нейния началник-щаб полковник Райчо Славков (началник на щаба на армията след преврата), който трябва да неутрализира дивизионния командир полковник Иван Кефсизов, осигурявайки неутралитета на дивизията. Ангажимент да не противодействат на преврата поемат също командващият Първи пехотен софийски полк полковник Цонко Ганев, командващият противовъздушната отбрана полковник Величко Величков. Петър Илиев и Петър Вранчев успяват да уговорят със столичния полицейски комендант Асен Богданов и главния инспектор Димитър Чавдаров полицията да се прибере по участъците в нощта на 8 срещу 9-ти и да не съобщава за движение на военни части в столицата.
Вечерта на 8 септември в кабинета на Георги Стоименов в Министерството на войната съвсем открито се събират деветима от главните заговорници – Стоименов, Петър Илиев, Борис Гергов, Марко Иванов, Асен Сурдолов, Иван Янчев, Денис Николов, Георги Кацарски и Димитър Томов. Седем от тях са завършили Военното училище с 52-ри випуск. Командирите на подразделения отиват при частите си, като към тях се присъединяват няколко запасни офицери – Владимир Стойчев, Петър Станев, Крум Лекарски, Кирил Георгиев.

## Извършване на преврата

### Превратът в София
Съгласно предварителния план за извършване на преврата, в 1 часа през нощта капитан Вълков вдига по тревога Учебната рота на Военното училище, която се придвижва пеш до улица „Гурко“ и към 2 часа завзема Централната поща и Централния телеграф. На място е установено, че Телефонната централа е преместена в близката сграда на Българска народна банка, която също е завзета и към 2 часа и 5 минути заговорниците овладяват съобщителните връзки в града.
Пионерно-щурмовата дружина на майор Матеев се придвижва с камиони от Панчарево, спешава се при Народното събрание и около 2 часа и 10 – 15 минути установява контрол по улиците около Министерството на войната, след което се насочва към Военното комендантство и щаба на Софийския гарнизон на ъгъла на улиците „Славянска“ и „Раковска“ без да срещне никаква съпротива.
Три от батареите на Прожекторната група на капитан Попов се придвижват пеш от Слатински редут и пристигат при целта си, Министерството на войната, към 2 часа и 15 – 20 минути – със закъснение, което предизвиква безпокойство сред намиращите се в сградата заговорници, някои от които дори излизат навън, за да проучат положението. Със съдействието на дежурния по министерство капитан Томов войниците от Прожекторната група са пуснати в сградата през задния вход и я овладяват без да срещнат съпротива. В 2 часа и 29 минути влезлият с тях в Министерството Петър Вранчев се свързва с групата в Телефонната централа и съобщава, че Министерството е завзето. Към 3 часа пред сградата е разположена допълнителна охрана с оръдия от Противовъздушната батарея на подпоручик Ванков, пристигнала от Говедарци.
По това време военният министър Иван Маринов се намира в сградата на министерството. Тодор Тошев и Стоян Трендафилов, които го познават от по-рано, го събуждат и се заемат да го убеждават да подкрепи преврата. По-късно при тях пристига и Кирил Станчев, а след това и организиралите преврата политици – Кимон Георгиев, Дамян Велчев, Добри Терпешев, Антон Югов, Георги Чанков и Никола Петков. В крайна сметка Маринов застава на страната на преврата и издава съответните заповеди до Първа пехотна дивизия и Школата за запасни офицери. Към 4 часа през София преминава Бронираната бригада, придвижваща се от Нови хан към Сливница – тя е спряна в центъра на града и по заповед на генерал Маринов Танковият полк, командван от майор Марин Диков, се разполага на ключови позиции.
Пионерно-щурмовата дружина на майор Димов се включва в преврата с голямо закъснение – тя се явява на Централна гара едва сутринта, а Димов е арестуван за неизпълнение на задачата. Междувременно още през нощта капитан Сурдолов с един войник установява контрол над гарата. До 4 часа основните административни и комуникационни възли в столицата са поставени под контрол и политическите ръководители на преврата се преместват в Министерството на войната.
Малко преди разсъмване в Градската градина до Министерството на войната се появяват група партизани и участници в бойните групи на БРП. Те не вземат участие в самия преврат, но броени дни по-късно, по изрични указания на Георги Димитров, започват да им приписват значителна роля в завземането на министерството. През следващите десетилетия пропагандата на комунистическия режим все повече преувеличава тяхното участие в събитията.
По спомените на съкилийника на Тодор Тошев (участник в преврата), той е казал „Пък и те бяха малко и където се появиха ги унищожаваха, нали знаеш имаха дватриста души партизани излезли в гората на туризъм, като туристи и щом ги подгонеха бягаха та се късаха и те партизани били. Пък и на 9.9.44 г., когато да направят преврата, търсиме ги в София и не може да ги намериме всички се беха евакуирали и пръснали, като пилци, тука имаха само един щаб, чакаха да дойдат руснаците да ни окупират и те тогава да дойдат наготово да вземат властта и да наложат своята диктатура. Затова в преврата взехме участие само ние – Военният съюз, земеделския съюз – Пладне и звено.“ .
След като установяват контрол над изброените сгради, заговорниците изчакват началото на редовните емисии на Радио „София“, за да обявят публично преврата. В 6:25 новият министър-председател Кимон Георгиев прочита по радиото предварително подготвена Прокламация към българския народ и обявява състава на новия кабинет. Това става от радиокабина в Министерството на войната, свързана телефонно с временното студио на радиото, намиращо се в училището на село Нови хан. Малко по-късно Кимон Георгиев отива в Нови хан, където прокламацията е записана и излъчвана многократно през целия ден.
Малко по-късно в Министерството на войната са доведени от Чамкория регентите Кирил и Никола Михов, които подписват указ за назначаване на правителството, след което са арестувани. Сред първите стъпки на правителството е да назначи лоялни офицери на ключовите постове в армията. Официалното име на армията се преименува от Българска войска на Българска народна войска – съкратено БНВ, и в нея наред с другите командни постове се създава длъжността на помощник – командирите по политическите въпроси, на които постове допълнително се назначават близки до новите власти, предимно партизани.

### Завземане на властта извън София
Макар от края на август партизанските формирования и други организации на БРП да получават нареждания за „повсеместни настъпателни акции“ и овладяване на „всички административни и стратегически центрове“, те нямат точни указания кога трябва да стане това. На практика ролята на сигнал за действие изиграва обявената по радиото прокламация за извършения в София преврат. Дори тя предизвиква объркване на места, като някои комунисти не разпознават дори собствените си представители в обявения състав на кабинета, а други не вярват, че Комунистическата партия би подкрепила правителство, оглавявано от Кимон Георгиев.
Веднага след обявената по радиото прокламация, много от местните организации на БРП се задействат по предварително изготвен план – събират група привърженици в съответното селище, с които завземат кметството или околийското управление, а на местата с по-силно присъствие – и полицейския участък. В по-късните часове на 9 септември и през следващите дни в селищата влизат и въоръжени партизански формирования. Успоредно с това се създават комитети на Отечествения фронт, които фактически поемат местната администрация. С напредването на деня комитетите в отделните селища установяват контакти помежду си, за да координират действията си. Установяването на контрол над администрацията протича без съпротива, а на места с активното съдействие на различни държавни служители. Този процес продължава през следващите няколко дни, като в селищата с по-слабо влияние на комунистите са изпратени специални емисари.
Армията в цялата страна фактически признава новото правителство, остава в поделенията си и не взима отношение към смените в местната администрация. На много места създадените комитети на ОФ започват да предявяват различни искания към военните поделения – за съдействие при разоръжаването на полицията, за допускане на партизаните в селищата или за предоставяне на оръжие и други продукти. Това често предизвиква напрежения, но в резултат на преговори на място или получени инструкции от военното командване, в рамките на няколко дни те са преодолени.
Случаите на открита съпротива срещу преврата са единични, най-често свързани с отказ за допускането на външни лица в полицейски участъци. На места се стига до престрелки, като до отделни жертви се стига в Дупница, Кумарица и Юнаците. Най-тежките инциденти са в Хасково, където при опит за навлизане на партизани във военно поделение е убит командирът на Втори армейски артилерийски полк Велико Маринов, трима други офицери и един комунист, и в Долни Лозен, където поручик Георги Дървингов, командир на батарея в 4-ти дивизионен артилерийски полк не позволява замяната на българското знаме в общината и комендантството с червено, и след като е нападнат от въоръжени комунисти, стреля по тях с картечница, при което загиват трима местни жители, той самият и още един войник.
По-сложно протича процесът на завземане на властта в окупираните територии. Макар армията там да признава новото правителство, много командващи се отнасят с резерви към предаването на властта на местните комунисти. Така в Беломорието части на комунистическата Гръцка народна освободителна армия са допуснати в градовете дни след преврата и под натиск от правителството, като с тази цел районът е посетен от Добри Терпешев, а в Драма това става едва на 22 септември. Армията в много случаи укрива български чиновници и полицаи, заплашени от саморазправа от страна на местните комунисти.
Във Вардарска Македония изобщо не се стига до вземане на властта от новото правителство. Българската армия и администрация започва да се изтегля от областта още преди преврата, а след него това става още по-бързо и неорганизирано. В същото време на много места контролът е поет от германската армия, за която областта има голямо стратегическо значение, осигурявайки връзката с Гърция. От друга страна се активизира дейността на югославските партизани.

### Първи мерки на новото правителство
Със заповед на военния министър генерал Дамян Велчев и произведения вече в генерал Добри Терпешев, НОВА се влива в Българската армия и се създават военни гвардейски части, именувани Българска народна гвардия, а към всяка военна част се създава армейска гвардейска рота, която има както военнополитически, така и военнополицейски функции.
Вечерта на 9 септември 1944 г. при командващия Трети украински фронт маршал Фьодор Толбухин в Букурещ е изпратена със самолет за преговори за примирие делегация, включваща Димитър Михалчев, Кирил Станчев, Димитър Ганев и Райчо Славков. Към 22 часа Сталин издава заповед за спиране на военните действия на съветските войски срещу България.
Предишният министър-председател Константин Муравиев преминава в нелегалност. Членовете на правителството са арестувани от части на българската войска. По-късно са заловени и началниците на полицията, жандармерията и на някои войскови части. Правителството сваля от власт Регентския съвет и назначава за регенти проф. Венелин Ганев, Цвятко Бобошевски и Тодор Павлов. С указ на регентите е разпуснато XXV обикновено народно събрание.
На 10 септември 1944 г. полицията е закрита и на нейно място с постановление №1 на Министерския съвет е създадена Народната милиция. Критериите за назначаване са вярност към партията, заслуги в установяването на „народната власт“ и характеристика, изготвена от комитетите на ОФ. В МВР са формирани специални групи по издирване и избиване на т. нар. „врагове на народа“  От затворите са освободени 8130 политически затворници. Затварят се концентрационните лагери на предишния режим Гонда вода, Еникьой, Лебане и други.
На 11 септември 1944 г. два съветски самолета кацат в София с делегацията от Букурещ и представители на щаба на Третия украински фронт. Те имат за задача да подготвят създаването на съветски военни бази в България.
Установяването на новата власт става най-късно в Хасково, където след провалени преговори с командващите офицери партизаните превземат с бой артилерийските казарми на 12 септември 1944 г. Заради оказаната съпротива партизаните убиват седем офицери, командващи Втори артилерийски полк, начело с командира на гарнизона в града – полк. Маринов.
На 12 септември 1944 г. правителството приема постановление за арестуване на всички министри от периода 1 януари 1941 г. – 9 септември 1944 г., на народните представители от мнозинството в XXV народно събрание, на лица, „станали причина за поставяне страната пред катастрофа“ и на „заповядвали или извършвали убийства, палежи и изтезания“.

## Последствия

### Комунистически терор
Деветосептемврийският преврат е последван от вълна на насилие, извършвано главно от комунистически групи срещу политически или лични противници. Първата вълна от насилие е най-интензивна не непосредствено след преврата, а в края на септември и началото на октомври, като обикновено са екзекутирани цели групи от хора, често десетки, обикновено избивани нощем на места извън селищата като например убитите при Черната скала. Тези масови беззакония продължават няколко месеца и са постепенно поставени под контрол от властите със създаването на т.нар. Народен съд в края на годината. Според различни оценки броят на убитите и безследно изчезналите през този период е между 5 и 40 хиляди души.
Активизирането на терора в края на септември е критикувано от някои от съюзниците на комунистите в Отечествения фронт. Самото комунистическо ръководство също има желание да канализира и постави под контрол насилията, включително чрез изземане на оръжието от свои последователи, което обаче продължава месеци напред. За тази цел е изготвен закон за създаване на Народен съд, но по думите на Трайчо Костов времето до влизането му в сила „може да бъде използвано за негласно ликвидиране на най-злостните врагове, което се провежда от нашите вътрешни тройки“. Законопроектът е одобрен от правителството на 30 септември и поставя началото на нов пик в саморазправите, продължил до влизането в сила на закона седмица по-късно. Насилията продължават и през следващите седмици, но със значително по-малка интензивност, като през този период често засягат връщащи се от фронта военни.
От декември 1944 година масовият терор се осъществява главно чрез т.нар. Народен съд, контролирана от правителството противоконституционна организация, пред която са изправени като обвиняеми над 11 хиляди души, над 9 хиляди са осъдени, включително 2618 души на смърт и 1126 души на доживотен затвор. Сред осъдените са множество видни политици, общественици и интелектуалци. На 20 декември е създадена друга основна институция на комунистическия терор – т.нар. трудововъзпитателни лагери, в които хората са изпращани от вътрешното министерство без съдебен контрол.
Терорът след Деветосептемврийския преврат е съпътстван и с общ срив на обществения ред – масови отсъствия от работа и кражби в предприятията. Често пример за това дават бивши партизани и местни комитети на Отечествения фронт, извършващи произволни обири и грабежи. Голям единичен обир на нехранителни стоки със стойност около 1 милион лева е извършен в Неврокоп, а разследването на милицията установява, че той е иницииран от Околийския комитет на БРП(к). Особено тежко е положението в Българските държавни железници, най-вече в София, където всяка вечер се разбиват и ограбват цели вагони със стоки.

### Война срещу Германия
След 9 септември българската армия е включена в състава на III Украински фронт. При участието си в настъплението срещу немската армия българската армия дава 12 587 убити и голям брой ранени който варира в зависимост от източниците. Като съюзник на Германия и член на Тристранния пакт, България не получава статут на съвоюваща страна. Въпреки това победителите отчитат положително факта, че България е обявила война на Германия и е участвала във военните действия със свои войници – така например съгласно Парижкия мирен договор на България е отсъдено да плати не пълната сума на репарациите, а по-ниска. Границите на България остават такива, каквито са били на 1 януари 1941 г., което включва и придобитата през септември 1940 година Южна Добруджа по силата на Крайовската спогодба.

### Установяване на тоталитарен режим
Обявените в нощта на преврата намерения на новото правителство за възстановяване на демократичния режим и Търновската конституция така и не са реализирани – следвайки официалната съветска линия, през следващите няколко години в страната се създава фасадна демокрация, предхождаща окончателното утвърждаване на тоталитаризма. Непосредствено след преврата от 1944 г., някои от ограничителните закони на предходния режим действително са премахнати, но управлението в разрез с конституцията продължава, а партиите извън управляващата коалиция не са легализирани.
На 4 декември 1947 година влиза в сила така наречената Димитровска конституция, която е най-висшият закон, уреждащ обществено-политическите и стопански отношения, държавното устройство, както и основните права и задължения на гражданите на Народна република България.